# BOYS AND MEN ～One For All, All For One～
BOYS AND MEN ~One For All, All For One~是中京圈地方偶像團體BOYS AND MEN的半自傳電影。由成員水野勝，田中俊介，田村侑久，辻本達規，小林豐，本田剛文，勇翔，平松賢人，土田拓海，吉原雅斗出演。

## 劇情簡介
內容講述正當名古屋人氣偶像團體BOYS AND MEN實現了夢想，有著一帆風順的演藝生涯，過著以為這種時光會持續一輩子的生活時。苦惱，衝突，以及成員間的對立一一襲來。成員們都堅信著自己做的事情是正確的。但是，是否這個團體一開始的組成就已經是個錯誤？是否已經沒有任何餘地，只能選擇解散？他們十人最後得出的決定是？透過BOYS AND MEN的真實青春故事，向全國追尋著夢想，受到苦惱和友情困擾著的年輕人們傳達信息：「全國的年輕人們，下個有著夢想和希望的人，就是你們！」是一套勉勵著所有人的青春偶像劇。。